# Уэзерби (фильм)
«Уэзерби» (англ. Wetherby) — британский детективный драматический фильм 1985 года, снятый Дэвидом Хэйром по его же сценарию с Ванессой Редгрейв в главной роли.
Фильм был удостоен «Золотого медведя» Берлинского международного кинофестиваля (наравне с «Женщиной и чужим» Райнера Зимона).

## Сюжет
Действие фильма, происходящее в городе Уэзерби в Западном Йоркшире, разворачивается вокруг Джин Трэверс, школьной учительницы средних лет, которая живёт одна. Однажды вечером она приглашает замужних подруг на званый ужин, но когда гость Джон Морган начинает говорить о своей душевной боли, Джин вспоминает о страшных подавленных чувствах и прошлых травмах. На следующее утро странный молодой человек приходит в коттедж Джин с подарком — фазанами. Сидя за кухонным столом в ожидании чая, он засовывает дуло пистолета себе в рот и убивает себя.
С этого момента и далее история рассказывается в хронологически разрозненных, взаимосвязанных воспоминаниях о недавнем и далёком прошлом, показывающих действия и события с разных точек зрения.

## В ролях
- Ванесса Редгрейв — Джин Трэверс
  - Джоэли Ричардсон — юная Джин
- Иэн Холм — Стэнли Пилборо
- Джуди Денч — Марсия Пилборо
- Тим Макиннерни — Джон Морган
- Стюарт Уилсон — детектив Майк Лэнгдон
- Сюзанна Гамильтон — Карен Кризи
- Том Уилкинсон — Роджер Брейтуэйт
- Марджори Йейтс — Верити Брейтуэйт